# Eurail BV

Le groupe Eurail B.V., basé à Utrecht, est responsable de la commercialisation et de la gestion des pass Eurail et Interrail. Il est créé en 2019, à l'issue de la fusion des groupes Eurail Group GIE et Eurail.com.
Deux produits principaux sont proposés par l'entreprise : le pass Eurail est destiné aux résidents non européens et le pass Interrail, introduit en 1972, est disponible pour les résidents européens. Le Pass Eurail est un titre de transport qui permet de voyager en illimité sur une période et une zone donnée, à travers 33 pays européens sur une majorité de chemins de fer et plusieurs lignes de ferries, notamment en Grèce.
La société est une coentreprise qui appartient à plus de 35 compagnies ferroviaires et maritimes européennes. Les deux titres, qui donnent accès à 250 000 km de chemin de fer en Europe, sont utilisés par plus de 33 000 voyageurs par an.

## Histoire
- 1959 : Le titre Eurail est créé, valable dans 13 pays.
- 2001 : Création du groupe Eurail Group GIE pour gérer les deux titres, constitué d'entreprises propriétaires et d'entreprises partenaires
- 2006 : Création du groupe Eurail.com qui gère la vente en ligne des titres
- 2013 : Lancement de l'application Rail Planner.
- 2019 : Fusion des deux groupes Eurail Group GIE et Eurail.com